# آکساپادا گوتاما
آکساپادا گوتاما، یا گوتاما، مخفف بنیان‌گذار افسانه‌ای مکتب فلسفه هندی نیایا است، که به‌عنوان نویسنده متن اصلی فلسفی‌اش، با نام نیایا سوترا نیز شناخته می‌شود. نیایا سوترا یک متن هندو است، که کتاب اول آن به صورت یک مقدمه کلی و فهرست مطالب در شانزده دسته تنظیم شده‌است. کتاب دوم دربارهٔ پرامانا (معرفت‌شناسی) است، کتاب سوم دربارهٔ پرامیا یا موضوعات معرفتی است و متن دربارهٔ ماهیت دانش در کتاب‌های دیگر بحث می‌کند. این متن پایه و اساس سنت نیایا، و نظریه تجربی اعتبار و صدق را ایجاد کرد و با توسل غیرانتقادی به شهود یا مرجعیت کتاب مقدس مخالفت کرد.